# BGZ Gesellschaft für Zwischenlagerung
Die BGZ Gesellschaft für Zwischenlagerung mbH ist eine in privater Rechtsform organisierte Gesellschaft des Bundes mit Hauptsitz in Essen, die Zwischenlager für radioaktive Abfälle in Deutschland betreibt. Das Unternehmen wurde auf Grundlage des Gesetzes zur Neuordnung der Verantwortung in der kerntechnischen Entsorgung gegründet. Neben den zentralen Zwischenlagern in Ahaus und Gorleben betreibt die BGZ die Zwischenlager für hochradioaktive Abfälle an den Standorten der deutschen Kernkraftwerke: Biblis, Brokdorf, Grafenrheinfeld, Grohnde, Gundremmingen, Isar, Krümmel, Lingen, Neckarwestheim, Philippsburg und Unterweser. Seit 1. Januar 2020 betreibt die BGZ auch Zwischenlager für schwach- und mittelradioaktive Abfälle an den Standorten deutscher Kernkraftwerke. Hier werden insbesondere Reststoffe aus dem Betrieb und Rückbau der Kernkraftwerke bis zu ihrer Abgabe an das Endlager Konrad zwischengelagert.
Am 19. Oktober 2016 verabschiedete das Bundeskabinett ein Gesetzespaket zur Lagerung der radioaktiven Abfälle in Deutschland. In diesem wurde geregelt, dass die Kernkraftwerksbetreiber 24,1 Mrd. Euro in einen öffentlich-rechtlichen Fonds (KENFO) einzahlen. Im Gegenzug trägt der Staat die Verantwortung für die Zwischen- und Endlagerung der radioaktiven Abfallstoffe. Stilllegung und Rückbau der Kernkraftwerke sowie die fachgerechte Verpackung der Abfälle verantworten und finanzieren weiterhin die Konzerne. Das „Gesetz zur Neuordnung der Verantwortung in der kerntechnischen Entsorgung“ trat im Dezember 2016 in Kraft.
Als organisatorische Konsequenz des Gesetzes wurde am 1. März 2017 die BGZ Gesellschaft für Zwischenlagerung mbH durch die Gesellschaft für Nuklear-Service (GNS) mit Firmensitz in Essen gegründet. Am 1. August 2017 übernahm der Bund die BGZ zu 100 % in seinen Besitz. Zu diesem Datum hat das Unternehmen auch die Verantwortung für die zentralen Zwischenlager in Gorleben und Ahaus übernommen. Der Bund übernahm dabei von der GNS ca. 70 Beschäftigte am Standort Essen sowie 80 Beschäftigte aus Gorleben und Ahaus.
Seit dem 1. Januar 2019 ist die BGZ für die 13 Zwischenlager mit hochradioaktiven Abfällen an den deutschen Kernkraftwerken und seit 2020 für 13 Lager mit schwach- und mittelradioaktiven Abfällen aus dem Betrieb und Rückbau der Kernkraftwerke zuständig.
Seit dem 1. Januar 2023 gehört die Kerntechnische Hilfsdienst GmbH (KHG) zur BGZ-Gruppe. Die BGZ hält 92,2 % der Anteile an der KHG. Weitere Anteilseigner sind die Jülicher Entsorgungsgesellschaft für Nuklearanlagen mbH (JEN, 6,6 %) und die Kerntechnische Entsorgung Karlsruhe GmbH (KTE, 1,2 %).
Im Februar 2023 konstituierte sich der BGZ-Aufsichtsrat gemäß Drittelbeteiligungsgesetz neu. Zum Vorsitzenden wurde Christian Kühn gewählt. Nachdem dieser die Leitung des Bundesamts für die Sicherheit der nuklearen Entsorgung (BASE) übernahm, wählte das Gremium Jan-Niclas Gesenhues im März 2024 zum neuen Vorsitzenden.

## Zwischenlager der BGZ
Die BGZ betreibt folgende Zwischenlager:
| Zwischenlager                               | Kürzel | Standort                          | Inbetriebnahme | Abfallart                             |
| ------------------------------------------- | ------ | --------------------------------- | -------------- | ------------------------------------- |
| Abfall-Zwischenlager Ahaus                  | AZA    | Ahaus                             | 2010           | schwach- und mittelradioaktiv         |
| Brennelemente-Zwischenlager Ahaus           | BZA    | Ahaus                             | 1992           | hochradioaktiv                        |
| Abfall-Zwischenlager Biblis 1               | AZB 1  | Kernkraftwerk Biblis              | 1982           | schwach- und mittelradioaktiv         |
| Abfall-Zwischenlager Biblis 2               | AZB 2  | Kernkraftwerk Biblis              | 2018           | schwach- und mittelradioaktiv         |
| Brennelemente-Zwischenlager Biblis          | BZB    | Kernkraftwerk Biblis              | 2006           | schwach-, mittel und mittelradioaktiv |
| Brennelemente-Zwischenlager Brokdorf        | BZF    | Kernkraftwerk Brokdorf            | 2007           | hochradioaktiv                        |
| Abfall-Zwischenlager Brunsbüttel            | AZT    | Kernkraftwerk Brunsbüttel         | 2024           | schwach- und mittelradioaktiv         |
| Abfall-Zwischenlager Gorleben               | AZG    | Gorleben                          | 1984           | schwach- und mittelradioaktiv         |
| Brennelemente-Zwischenlager Gorleben        | BZG    | Gorleben                          | 1995           | hochradioaktiv                        |
| Abfall-Zwischenlager Grafenrheinfeld        | AZR    | Kernkraftwerk Grafenrheinfeld     | 2021           | schwach- und mittelradioaktiv         |
| Brennelemente-Zwischenlager Grafenrheinfeld | BZR    | Kernkraftwerk Grafenrheinfeld     | 2006           | hochradioaktiv                        |
| Brennelemente-Zwischenlager Grohnde         | BZD    | Kernkraftwerk Grohnde             | 2006           | hochradioaktiv                        |
| Brennelemente-Zwischenlager Gundremmingen   | BZM    | Kernkraftwerk Gundremmingen       | 2006           | hochradioaktiv                        |
| Brennelemente-Zwischenlager Isar            | BZI    | Kernkraftwerk Isar                | 2007           | hochradioaktiv                        |
| Brennelemente-Zwischenlager Krümmel         | BZK    | Kernkraftwerk Krümmel             | 2006           | hochradioaktiv                        |
| Brennelemente-Zwischenlager Lingen          | BZL    | Kernkraftwerke Lingen und Emsland | 2002           | hochradioaktiv                        |
| Abfall-Zwischenlager Neckarwestheim         | AZN    | Kernkraftwerk Neckarwestheim      | 2022           | schwach- und mittelradioaktiv         |
| Brennelemente-Zwischenlager Neckarwestheim  | BZN    | Kernkraftwerk Neckarwestheim      | 2006           | hochradioaktiv                        |
| Abfall-Zwischenlager Obrigheim              | AZO    | Kernkraftwerk Obrigheim           | 2008           | schwach- und mittelradioaktiv         |
| Abfall-Zwischenlager Philippsburg           | AZP    | Kernkraftwerk Philippsburg        | 2020           | schwach- und mittelradioaktiv         |
| Brennelemente-Zwischenlager Philippsburg    | BZP    | Kernkraftwerk Philippsburg        | 2007           | hochradioaktiv                        |
| Abfall-Zwischenlager Stade                  | AZS    | Kernkraftwerk Stade               | 2007           | schwach- und mittelradioaktiv         |
| Abfall-Zwischenlager Unterweser 1           | AZU 1  | Kernkraftwerk Unterweser          | 1981           | schwach- und mittelradioaktiv         |
| Abfall-Zwischenlager Unterweser 2           | AZU 2  | Kernkraftwerk Unterweser          | 2020           | schwach- und mittelradioaktiv         |
| Brennelemente-Zwischenlager Unterweser      | BZU    | Kernkraftwerk Unterweser          | 2007           | hochradioaktiv                        |
| Abfall-Zwischenlager Würgassen              | AZW    | Kernkraftwerk Würgassen           | 1981           | schwach- und mittelradioaktiv         |

Zusätzlich zu den genannten Lagern soll auch das Standort-Zwischenlager Brunsbüttel nach Erfüllung der Genehmigungsauflagen an die BGZ übergehen.